# Breakup fee
Ein breakup fee (auf Deutsch Auflösungsgebühr) ist eine bei Unternehmensübernahmen festgelegte Strafe, die zu zahlen ist, wenn eine Partei aus dem Geschäft aussteigt. Üblicherweise ist dies der Fall, wenn ein attraktiveres Angebot angenommen wird. Diese Zahlung soll dem Erwerber die Kosten für Arbeitszeit und Ressourcen ersetzen. Die Zahlung verhindert auch konkurrierende Angebote, da auch diese die Auflösegebühr zahlen müssten. Üblicherweise hat sie eine Höhe von ein bis drei Prozent der Transaktion.

## Reverse Breakup Fee
Beim Reverse Breakup Fee ist die Strafe an die Zielgesellschaft zu zahlen, wenn der Erwerber aus der Transaktion aussteigt. Meist ist dies der Fall, wenn sie keine Finanzierung erhalten. Gründe für die Zahlung ist, da es zu Rechtsstreitigkeiten, Betriebsunterbrechungen und den Verlust von Schlüsselpersonal kommen kann.

## Beispiele
- Infolge der gescheiterten Fusion von AT&T und T-Mobile US im Jahr 2011, musste AT&T eine Reverse Breakup Fee in Höhe von 3 Milliarden US-Dollar in bar und 1–3 Milliarden US-Dollar für Mobilfunkfrequenzen zahlen.[4]
- Nachdem die Übernahme von Figma durch Adobe aufgrund zu erwartender kartellrechtlicher Bedenken abgesagt wurde, musste Adobe eine Reverse Breakup Fee von 1 Milliarde US-Dollar in bar an Figma zahlen.[5][6]
- Wenn die SoftBank ihr 20 Milliarden Dollar Gebot für siebzig Prozent von Sprint Nextel zurückgezogen hätte, hätte SoftBank einen Breakup Fee von 600 Millionen Dollar zahlen müssen.[7] Da der Deal abgeschlossen wurde, floss die Gebühr nicht.[8]